# Kaa
Kaa ist ein fiktiver indischer Python aus dem Dschungelbuch von Rudyard Kipling. Die Riesenschlange erscheint auch in mehreren Verfilmungen. Bis heute bekannt sind die Adaptationen der Firma Disney.

## Kaa bei Rudyard Kipling

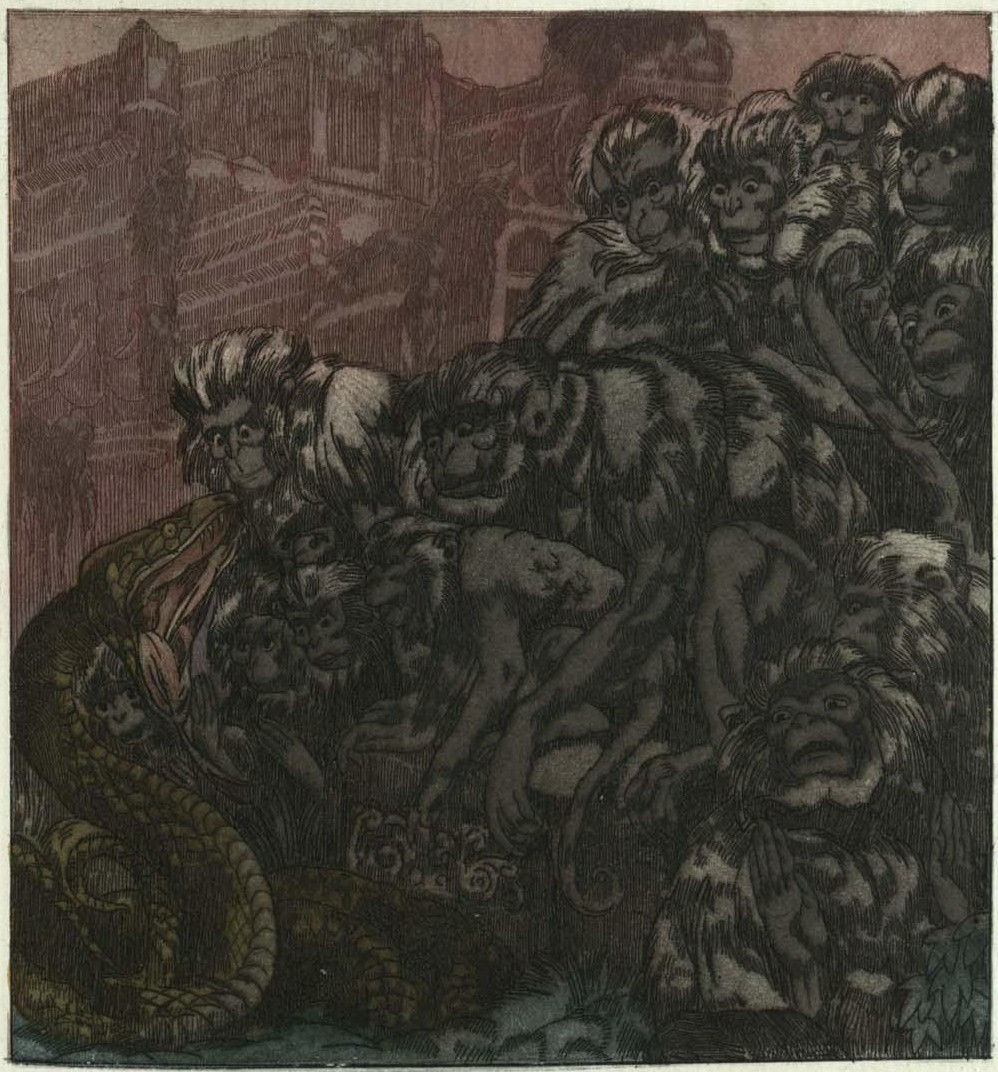
Kaa hypnotisiert die Bandar-log. Illustration von Maurice de Becque, 1924

In Kiplings Dschungelbuch erscheint Kaa auf den ersten Blick als gutmütig und verspielt, der gerne mal im indischen Dschungel ein Sonnenbad nimmt. In Momenten der Jagd ist er jedoch weithin als kaltblütiges, listenreiches Raubtier gefürchtet, hauptsächlich von der Affenhorde der Bandar-log.
Kaa wird im Dschungelbuch im Kapitel Kaa’s Hunting („Kaas Jagdtanz“) eingeführt: ein über hundertjähriger, im Kampf stets unbesiegbarer Vertreter seiner Gattung. Er befreundet sich mit dem Findeljungen Mowgli, der im Dschungel vom Panther Bagheera und vom  Bären Balu großgezogen wird. Nachdem Mowgli in die Gefangenschaft der Bandar-log geraten ist, bitten Bagheera und Balu ihren Verbündeten um Hilfe. Vorsichtig erklettert Kaa die Mauern einer verlassenen Geisterstadt, zerschmettert sie mit einem mächtigen Stoß und zwingt in einem hypnotischen Tanz die hilflosen Affen in seinen gierigen Schlund.

„Und nun kam Kaa, eilig, hungrig und begierig zu töten. Die Kampfesstärke einer Pythonschlange liegt in der furchtbaren Stoßkraft des Kopfes, der mit der ganzen Wucht und Macht des ungeheuren Körpers nach rückwärts geschnellt wird... Er war gut dreißig Fuß lang, wie ihr wisst, und eine nur vier oder fünf Fuß große Pythonschlange vermag schon einen ausgewachsenen Mann niederzustoßen.“

Kaa ist ungiftig und verachtet Giftschlangen.

„Kaa war keine Giftschlange – vielmehr verachtete er die Giftschlangen als feige Brut. Seine Stärke lag in dem ungeheuren Körper, mit dem er sein Opfer umklammerte. Wer einmal in diese Umzingelung geriet, nun, über den war nicht mehr viel zu berichten.“

## Verfilmungen
Im 1942 gedrehten Abenteuerfilm Das Dschungelbuch von Zoltan Korda erhält die Schlange Kaa nur eine kurze Nebenrolle. Im erfolgreichen gleichnamigen Zeichentrickfilm, der 1967 bei der Walt Disney Company kurz nach dem Tod des Firmengründers Walt Disney erschien, ist Kaa neben dem Tiger Schir Khan ein Antagonist von Mowgli. Mit Hilfe hypnotischer Blicke und eines Schlaflieds, verfasst von den Sherman-Brüdern, plant Kaa den Jungen zu fressen, wird jedoch von Bagheera und Balu daran gehindert. Sterling Holloway leiht in diesem Film Kaa seine Stimme. Eine zweite Version von Stephen Sommers erschien 1994, wiederum als Abenteuerfilm der Walt Disney Company. Als einziges der im Film gezeigten Tiere wurde dort die Schlange Kaa computeranimiert.
Im Kurzfilm von Chuck Jones aus dem Jahr 1976 kommt Kaa nicht vor, in The Jungle Book (2016) übernimmt Scarlett Johansson die Rolle von Kaa. Ebenfalls auf der Grundlage von Kiplings Erzählungen beruhen die japanische Animeserie Das Dschungelbuch – Die Serie des Studios Nippon Animation aus dem Jahr 1989 sowie die britisch-indische Computeranimationsserie Das Dschungelbuch.